# Fundamentalna nauka
Fundamentalna nauka (čista nauka) je nauka koja opisuje najosnovnije objekte, sile, relacije između njih i vladajuće zakone, tako da se u principu svi drugi fenomeni mogu izvesti iz njih sledeći logiku naučnog redukcionizma. Biologija, hemija i fizika su fundamentalne nauke; inženjerstvo nije. Postoji razlika između fundamentalne nauke i primenjene nauke (praktične nauke). Fundamentalna nauka se definiše kao fundamentalno znanje. Progres fundamentalne nauke je baziran na kontrolisanim eksperimentima i dedukciji. Ona se ne bavi praktičnim aplikacijama. Fundamentalna nauka je tradicionalno bila asocirana sa prirodnim naukama, mada istraživanja u društvenim i bihevioralnim naukama isto tako mogu da budu fundamentalna (npr., kognitivna neuronauka).

## Literatura
- Clarke, Henry James (1885). The fundamental science.